# I cirkelns mitt
I cirkelns mitt (engelsk titel: Deception Point, ISBN 91-0-010606-2, översättning av Ola Klingberg) är en vetenskaplig spänningsroman av den amerikanske författaren Dan Brown, författaren av Da Vinci-koden, Änglar och demoner och Gåtornas palats. Boken utgavs 2001.

## Handling
I cirkelns mitt inleds med att NASA:s personal gör en häpnadsväckande upptäckt. En urgammal meteorit hittas begravd i en arktisk glaciär. Prov tagna från denna meteorit visar att det finns fossil efter en slags gråsuggeliknande livsform inuti den, vilket ger upphov till spekulationer om att människan inte är ensam i universum. För att utreda denna fråga kallas ett antal civila vetenskapsmän till platsen för att undersöka fossilens ursprung och verifiera NASA:s fynd. Bland dem finns underrättelseanalytikern Rachel Sexton och den karismatiske akademikern Michael Tolland. Innan man hinner offentliggöra sina slutsatser avlider dock en av vetenskapsmännen under mystiska omständigheter. De återstående vetenskapsmännen inser snabbt att allt inte är vad det verkar vara under det att de kämpar med att skilja sanning från lögn. De fastslår snart att meteoriten är en förfalskning (de påstått utomjordiska insekterna är i själva verket fossil efter jordiska jättegråsuggor) och att den placerats i glaciären genom att man borrat sig igenom inlandsisen. Michael Tolland och Rachel Sexton jagas av den militära specialstyrkan Delta Force, som med alla medel tänker dölja sanningen. Deras enda hopp om överlevnad ligger i att ta reda på vem som ligger bakom den mästerliga bluffen.
NASA:s fynd har avgörande betydelse för det amerikanska rymdprogrammet och i den pågående presidentvalkampanjen. Senator Sedgewick Sexton ligger dåligt till i opinionsundersökningarna - han tar emot mutor av olika privata rymdföretag, och har sex med sin sekreterare Gabrielle Ashe, något som sedan avslöjas av Delta Force.
Även Rachel Sexton och Michael Tolland har samlag i slutet av boken och inleder förmodligen en relation.

## Personer iI cirkelns mitt
- Rachel Sexton: Underrättelseanalytiker vid National Reconnaissance Office (NRO); dotter till senator Sedgewick Sexton.
- Michael Tolland: Oceanografier och dokumentfilmsproducent.
- Zachary Herney: USA:s president som står inför sin omvalskampanj för en andra period som president. Demokrat.
- Senator Sedgewick Sexton: Korrumperad senator i USA:s senat. Herneys motkandididat i presidentvalet. Far till Rachel Sexton. Republikan. Hade en kärleksaffär med Gabrielle Ashe. Försöker avskaffa NASA.
- Lawrence Ekstrom: Administratör vid NASA.
- William Pickering: Högste chef för National Reconnaissance Office (NRO). Rachel Sextons överordnade.
- Marjorie Tench: Zach Herneys främste rådgivare.
- Gabriele Ashe: Sedgewick Sextons personliga assistent och älskarinna.
- Corky Marlinson: Lysande skicklig astrofysiker.
- Delta Ett, Delta Två och Delta Tre: Agenter i Delta Force-styrkan. Låg bakom de flesta morden på civila i boken.
- Norah Mangor: Glaciolog från University of New Hampshire. Dödas av Deltastyrkan.
- Wailee Ming: Paleontologist vid UCLA. Dödas av Deltastyrkan.
- Charles Brophy: Kanadensisk geolog, som under hot från Deltastyrkan tvingades tala in ett meddelande, där han upptäcker meteoriten. Dödas senare av samma styrka (kastas ut från en helikopter).

### Döda i boken
| Namn                | Mördare                                        | Plats                                                                    | Dödssätt |
| ------------------- | ---------------------------------------------- | ------------------------------------------------------------------------ | --- |
| Charles Brophy      | Delta Force                                    | På Nordpolen                                                             | Utkastad ur flygande helikopter tillsammans med sina slädhundar                                                               |
| Wailee Ming         | Delta Force (Delta Ett)                        | Milneglaciären, på Nordpolen                                             | En mikrorobot flögs in i hans högra öga, vilket resulterade i att Ming föll i hålet där meteoriten hittades och drunknade     |
| Norah Mangor        | Delta Force (Delta Ett)                        | Milneglaciären, på Nordpolen                                             | Kvävdes av en näve snö i luftstrupen                                                                                          |
| Marjorie Tench      | Delta Force                                    | Rooseveltmonumentet, i Washington DC                                     | Hennes bil sprängdes av Hellfirerobot                                                                                         |
| Xavia               | Delta Force                                    | Ombord på Tollands fartyg "Goya", 20 kilometer utanför New Jerseys kust. | Sprängdes tillsammans med sjöräddningspiloten av Hellfirerobot                                                                |
| Sjöräddningspiloten | Delta Force                                    | Ombord på Tollands fartyg "Goya", 20 kilometer utanför New Jerseys kust  | Sprängdes tillsammans med Xavia av Hellfirerobot                                                                              |
| Delta Tre           | Sphyrna mokarran (indirekt av Michael Tolland) | I Atlanten, vid "Goya"                                                   | Michael Tolland öppnade luckan Delta Tre låg på och han föll ner i havet där hajarna dödade honom                             |
| Delta Två           | Sphyrna mokarran (indirekt av Delta Ett)       | I Atlanten, vid "Goya"                                                   | Han föll i havet tillsammans med Rachel Sexton när vajern som höll ubåten uppe brast, där hajarna dödade honom                |
| Delta Ett           | Ingen                                          | I Atlanten, vid "Goya"                                                   | Hans helikopter kraschade i havet. Det är inte helt klart om han dog i kraschen eller blev ihjälklämd av undervattenstrycket. |
| William Pickering   | Ingen                                          | Ombord på Tollands fartyg "Goya", 20 kilometer utanför New Jerseys kust  | Han stod ombord på det sjunkande "Goya" och sjönk troligtvis ner till magmakammaren på botten.                                |

## Bakgrund till intrigen
- Huvudintrigen har Dan Brown hämtat från ALHB4001, en meteorit funnen på Antarktis och som till att börja med felaktigt troddes innehålla fossiler av utomjordiska livsformer.

## Amerikanska myndigheter, truppslag med mera
- National Reconnassance Office
- National Aeronautics and Space Administration, NASA
- Delta Force
- USS Charlotte (SSN-766)

## Chiffrets lösning
Chiffret som förekommer i slutet av boken, efter berättelsens slut, är detta:
```
1-V-116-44-11-89-44-46-L-51-130-19-118-L-32-118-116-130-28-116-32-44-133-U-130
```

Man löser chiffret genom att slå upp första bokstaven i det kapitel som anges av siffran. Till exempel är den första bokstaven i kapitel 116 ett "C". Texten som man får fram på detta vis lyder:
```
TVCIRHIOLFENDLADCESCAIWUE
```

Dekryptering sker genom att använda ett kolumnbaserat transpositionärt chiffer, kallat "Julius Caesars kvadratchiffer" i boken (detta har inget att göra med kejsarchiffer). Bokstäverna ställs upp i en matris om fem gånger fem tecken:
```
TVCIR
HIOLF
ENDLA
DCESC
AIWUE
```

De utläses kolumnvis uppifrån och ner:
```
THEDAVINCICODEWILLSURFACE
```

— en referens till spänningsromanen Da Vinci koden, även den av Dan Brown. Notera att detta chiffer ej finns med i den svenska utgåvan av I cirkelns mitt.

## Konstnärlig frihet

### Marianergraven
Brown skriver att "meteoriten" egentligen ett stenblock som man hämtat från botten av Marianergraven, jordens djupaste oceangrav. Han säger att graven är så djup att ingen bemannad farkost någonsin kunnat utforska den och att de flesta sonder som sänts ner till dess botten krossats av vattentrycket. Faktiskt utforskades Marianergraven av människan 1960, vilket följande utdrag ur engelska Wikipedias artikel om Marianergraven visar:
"Vid en historisk dykning nådde US Navys batyskaf Trieste botten kl. 13:06 den 23 januari 1960 med löjtnanten i USA:s flotta Don Walsh och Jaques Piccard ombord. Järntackor användes som ballast och bensin som flythjälp. Systemen ombord indikerade ett djup på 11 521 meter, men detta korrigerades senare 10 913 meter. På botten fann Walsh och Piccard till sin förvåning sjötungor eller flundror, omkring 30 cm stora, liksom räkor. Enligt Piccard framstod bottnen som "ljus och klar, ett ödelandskap bestående av fast, planktonklädd lera".

### Kanadensisk överhöghet
- Mycket av handlingen äger rum på Ellesmereön "i övre Arktis" på den bas som USA:s militär och NASA etablerat där. Vid basen finns en habisfär och landningsbana. I verkligheten är Ellismere Island en del av Nunavut-territoriet i Kanada. Det är mycket osannolikt att Kanada, som har en militärbas på ön (Alert), skulle tillåta USA att bygga en bas där, eller vara omedvetna om att detta skulle ha skett. Den kanadensiska rymdstyrelsen skulle också sannolikt ha medverkat i detta slags operation eftersom de är en nära samarbetspartner till NASA och medverkar i arbetet på den Internationella rymdstationen. Om Kanada inte hade blivit förvarnade, på grund av den höga graden av sekretess hos denna operation, skulle presidentens tal till hela världen som beskrivs i boken och där upptäckten tillkännages, sannolikt ha utlöst en allvarlig diplomatisk kris, eftersom hela USA:s tillvägagångssätt skulle ha varit ett brott mot internationell rätt.

### Omöjliga vapen
De vapen som beskrivs, med "improviserad ammunition", är inte möjliga.
- Iskulorna som användes mot Rachel, Tolland, Corky och Norah skulle antingen smälta när de avfyrades eller krossas vid träff utan att göra någon större skada.
- Ökengevär som skulle smälta sand till glaskulor skulle inte ens vara användbara eftersom den temperatur som behövs för att göra glas av sand (upp emot 1500°C) skulle kräva en värmekälla som tar upp mycket mer plats än konventionell ammunition. Dessutom skulle det bli svårt att isolera hettan från värmekällan så att inte soldaten fick brännskador, och dessutom finns det väldigt få sandöknar.
- Undervattensgevären som skjuter strålar av vatten är det mest trovärda av vapnen, men det kan inte vara så kraftfullt att det kan "bryta ben" som Brown hävdar.